# Анаксипп
Анаксипп (др.-греч. Άνάξιππος) — гетайр на службе у Александра Македонского.
По происхождению Анаксипп был македонянином. В 330 году до н. э. к Александру Македонскому в Сусию прибыл персидский военачальник и сатрап Арии (области на северо-востоке современного Ирана) Сатибарзан. Македонский царь сохранил за Сатибарзаном должность сатрапа Арии, однако приставил к нему Анаксиппа с «40 всадниками-дротометателями (гиппаконтистами), чтобы поставить по селениям сторожевые посты во избежание обид, которые могло причинить ариям войско, проходящее мимо». Основной задачей Анаксиппа было наблюдение за ситуацией в завоёванной провинции, чтобы обезопасить македонян от восстания. А. С. Шофман назвал Анаксиппа «сатрапом рядом с сатрапом».
Вскоре после ухода основного македонского войска Сатибарзан поднял восстание и убил Анаксиппа, а также отряд его воинов.